# Бондаренко, Григорий Иванович (советский деятель)
Григорий Иванович Бондаренко (15 сентября 1905, село Малокатериновка Александровского уезда Екатеринославской губернии, теперь пгт. Запорожского района Запорожской области — ?) — украинский советский государственный деятель, председатель исполкома Запорожского городского совета, начальник Запорожского, Семипалатинского и Тернопольского областных управлений сельского хозяйства.

## Биография
Родился в бедной крестьянской семье. В 1912—1916 годах — ученик Мало-Катериновского начальной школы. В 1916—1920 годах помогал отцу работать в сельском хозяйстве. После смерти отца в 1920 году переехал в город Запорожье.
В 1921—1924 годах — чернорабочий Запорожского губернского внешторга. В апреле — сентябре 1924 года — глиномес, формовщик Запорожского кирпичного завода. В октябре 1924 года вступил в комсомол.
В октябре 1925 — сентябре 1927 года — секретарь Мало-Катериновского сельского совета и секретарь Мало-Катериновского комсомольской организации Запорожского района. С июля по октябрь 1926 года учился на курсах пропагандистов в Запорожье.
В сентябре 1927 — феврале 1929 года — председатель Мало-Катериновского сельского совета Запорожского района. С февраля 1929 года — председатель Запорожского районного комитета бедноты, затем председатель Софиевского районного комитета бедноты.
В 1929—1931 годах — слушатель курсов марксизма-ленинизма в Харькове.
Член ВКП(б) с мая 1929 года.
В феврале 1931 — марте 1933 года — инструктор Запорожского городского комитета КП(б)У.
В марте — декабре 1933 года — заместитель заведующего, в декабре 1933 — марте 1938 года — заведующий Запорожского городского земельного отдела Днепропетровской области. В 1936—1938 годах — студент заочного отделения Днепропетровского сельхозинститута (окончил два курса).
6 марта 1938 — 9 января 1939 года — заместитель председателя Запорожского городского совета Днепропетровской области.
9 января — 1 февраля 1939 года — и. о. председателя Запорожского городского совета. 1 февраля 1939 — 7 февраля 1940 года — председатель Запорожского городского совета. 7 января — 10 июня 1940 года — председатель исполнительного комитета Запорожского городского совета депутатов трудящихся.
10 июня 1940 года — декабрь 1941 года — начальник Запорожского областного земельного отдела.
Во время Великой Отечественной войны в 1942 году служил в Советской армии. С января по июль 1942 года — уполномоченный оперативной группы военного совета части № 10-80 Южного фронта. В июле — декабре 1942 года — курсант спецшколы Украинского штаба партизанского движения в городах Ворошиловграде и Саратове.
В январе 1943 — феврале 1944 года — начальник Семипалатинского областного земельного отдела Казахской ССР.
В феврале 1944 — 25 февраля 1947 года — начальник Запорожского областного земельного отдела. 25 февраля 1947 — 20 мая 1952 года — начальник Запорожского областного управления сельского хозяйства.
20 мая 1952—1962 года — начальник Тернопольского областного управления сельского хозяйства. В 1962 — после 1968 года — заместитель начальника Тернопольского областного управления производства и заготовок сельскохозяйственных продуктов, заместитель начальника Тернопольского областного управления сельского хозяйства.

## Награды
- два ордена Ленина (1945, 26.02.1958)
- орден Трудового Красного Знамени (23.01.1948)
- ордена
- медаль «За доблестный труд в Великой Отечественной войне 1941—1945 гг.» (1946)
- медаль «За победу над Германией в Великой Отечественной войне 1941—1945 гг.» (1946)
- медали